# Ignacio Franzani
Ignacio Alberto Franzani Biondi (Santiago, 17 de mayo de 1979) es un periodista, locutor radial y presentador de televisión chileno.

## Primeros años de vida
Egresó del Colegio San Agustín de Ñuñoa para posteriormente entrar a estudiar periodismo en la Universidad Andrés Bello, desde donde egresó en 2001. Tras realizar su práctica profesional en la Radio Universidad de Chile, se integró como locutor estable de dicho medio por cuatro años. En esa radio condujo programas como Chile Música en Vivo y Radiópolis, espacio por el cual obtuvo el Premio APES 2005 al mejor programa radial. 

### Vida pública
En 2006 llega a trabajar en Radio Zero, donde conduce El país de las maravillas, junto a Javiera Contador y Katyna Huberman. También condujo Gran Capital en la misma radio, además de trabajar en la locución de la radio en línea "Radio Música Chilena".
En televisión, se convirtió a partir de 2004, en uno de los principales rostros del canal de televisión de paga Vía X, donde condujo las cápsulas informativas de Xpress y los programas Bikini, Vía Directa y Cadena nacional, este último, el que lo catalogó como el mejor entrevistador joven. También ha sido panelista de En boca de todos y Alfombra roja (durante las versiones 2007, 2008 y 2010 del Festival Internacional de la Canción de Viña del Mar) en Canal 13, y en Televisión Nacional de Chile en 2008, donde trabajó para la serie de documentales Grandes chilenos, defendiendo a Víctor Jara. 
En 2010, luego de seis años en Vía X, Franzani se cambia a Televisión Nacional de Chile, donde por primera vez es rostro de un canal de televisión abierto (aunque ya había trabajado como comentarista de música en algunos programas de la señal abierta). En TVN partió siendo conductor del late show A/Z de TVN, donde sus panelistas y humoristas son Fernando Larraín y Natalia Valdebenito. 
También ha sido conductor de Sin maquillaje, donde entrevista a fondo a reconocidos y premiados actores y actrices del país, en relación con su trabajo y trayectoria. Además conduce el programa de arte, cultura y tendencias nacionales Gran avenida, que tuvo al menos dos temporadas al aire.
En 2014 es uno de los animadores del programa de docurealidad realizado por TVN, Luchadores.
En 2015 Ignacio llega a La Red para animar el late Mentiras verdaderas, donde estuvo hasta 2018.

## Programas de televisión
| Año       | Programa             | Rol                    |
| --------- | -------------------- | ---------------------- |
| 2005-2006 | Xpress               | Conductor              |
| 2005      | Bikini               | Conductor              |
| 2006      | Vía Directa          | Conductor              |
| 2006-2010 | Cadena nacional      | Conductor              |
| 2007-2008 | Alfombra roja        | Panelista              |
| 2008      | Grandes chilenos     | Participante           |
| 2009      | En boca de todos     | Panelista              |
| 2010      | A/Z                  | Conductor              |
| 2011-2014 | Sin maquillaje       | Conductor              |
| 2011-2012 | Fruto prohibido      | Conductor              |
| 2011      | Un minuto para ganar | Participante           |
| 2012      | Gran Avenida         | Conductor              |
| 2012      | Paris Parade         | Conductor              |
| 2013      | Vive Viña en TVN     | Panelista              |
| 2013      | El Locutorio         | Conductor              |
| 2014      | Luchadores           | Conductor              |
| 2014      | Menú                 | Conductor reemplazante |
| 2015-2018 | Mentiras verdaderas  | Conductor              |

## Comerciales de TV
- Americanino (2011) - Embajador del Comercial.